# Vladimír Doležal
Vladimír Doležal (* 30. dubna 1965) je český politik, člen Občanské demokratické strany, na přelomu 20. a 21. století poslanec Poslanecké sněmovny.

## Biografie
Absolvoval České vysoké učení technické v Praze (obor dopravní a manipulační technika). Od roku 1991 byl členem ODS. V 90. letech se po dobu čtyř let věnoval podnikání. V roce 1996 se uvádí jako místostarosta obvodu Praha 15. V komunálních volbách roku 1994 byl zvolen do zastupitelstva městské části Dolní Měcholupy za ODS.
Ve volbách v roce 1998 byl zvolen do poslanecké sněmovny za ODS (volební obvod Praha). Obhájil mandát ve volbách v roce 2002. Byl členem sněmovního rozpočtového výboru. V letech 2003-2006 byl rovněž místopředsedou klubu ODS. V roce 2005 působil za ODS v dozorčí radě České konsolidační agentury. Byl odborníkem ODS na rozpočtové a daňové otázky a témata důchodové reformy. Vystupoval proti zavedení registračních pokladen za vlád ČSSD. Na jaře 2005 patřil mezi iniciátory novely obchodního zákoníku, která umožnila velkým vlastníkům vytlačit minoritní akcionáře. Na poslanecký mandát ovšem rezignoval v lednu 2006. Ve sněmovně ho nahradil Tomáš Kádner.
Důvodem Doležalovy rezignace byla aféra, v níž ho policie vinila z toho, že žádal od skupiny podnikatelů pro pražského radního z obvodu Praha 10 Tomáše Hrdličku úplatek 800 000 Kč. V prosinci 2005 ho sněmovna vydala k trestnímu stíhání. V březnu 2010 mu soud za nepřímé úplatkářství (podvod ve stadiu pokusu) udělil peněžitý trest. V době soudního verdiktu působil Doležal na úřadu městské části Praha 15 jako tajemník.